# Jacob de Petersen (1622 - 1704)
Jacob baron De Petersen (Rendsburg, 26 september 1622 - Leusden, 26 oktober 1704) was een kamerheer van koning Frederik III van Denemarken.
Jacob de Petersen, lid van de familie De Petersen, was door een verkeerde politieke keuze genoodzaakt Denemarken te ontvluchten. In 1664 kwam hij naar de Republiek onder de bescherming van de keurvorst van Hannover en vestigde zich in Utrecht als resident voor Rudolf August van Brunswijk-Wolfenbüttel. Hij trouwde in 1669 met de weduwe Catharina Bicker, voorheen eveneens woonachtig in Rendsburg (Holstein). Zij was de dochter van Jacob Bicker en Aeltje Roelofsdr. Bicker, telgen uit een Amsterdamse koopmansgeslacht. Het is mogelijk dat zij haar gelijknamige nicht, een dochter van Andries Bicker, voorstelde aan Joachim Irgens, de eigenaar van een aantal kopermijnen op Røros (Noorwegen). In 1676 werd hij door keizer Leopold I verheven tot baron van het Heilige Roomse Rijk.
Jacob kocht het huis De Heiligenberg in de heerlijkheid Asschat (Leusden) waar hij 's zomers ook woonde. In de winter verbleef hij aan het Janskerkhof in Utrecht. Jacob De Petersen was de stuwende kracht was achter de stichting van de lutherse kerk in Amersfoort.
Zijn zoon was mogelijk degene die van 1741-1747 directeur-generaal in Guinea was, rijk werd door slavenhandel en zich daarna in Amsterdam vestigde. Zijn gelijknamige kleinzoon was plaatsvervanger voor stadhouder Willem V in de West-Indische Compagnie en directeur van de Sociëteit van Suriname.

## Bron
- https://web.archive.org/web/20080925202554/http://amersfoorteo.ngv.nl/periodiek4-2.html